# Aleksander Kesküla
Aleksander Eduard Kesküla, född 21 mars 1882 i Tartu, Estland, död 17 juni 1963 i Madrid, Spanien, var en estnisk politiker och revolutionär.
Kesküla studerade politik och ekonomi vid universiteten i Tartu, Berlin, Zürich, Leipzig och Bern. Som student blev Kesküla 1905 bolsjevik i Tartu (Dorpat). Samma år sattes han i fängelse varifrån han befriades efter tre månader i samband med ett folkupplopp. Påföljande två år vistades han illegalt i Estland som en av de ledande bolsjevikiska organisatörerna. Därifrån flydde han till Moskva där han uppehöll sig i flera månader. 1908 lämnade han Ryssland och begav sig till Tyskland där han studerade vid Berlins och Leipzigs universitet. Efter 1910 i Schweiz vid Zürichs och Berns universitet. 
Som anhängare till bolsjevikerna försökte han på olika sätt störta det ryska imperiet. År 1905 kom han i kontakt med den japanska spionen Akashi Motojirō som troligen sponsrade hans subversiva verksamhet.
1913 blev han en mer uttalad estnisk nationalist som ville spela en roll i världspolitiken. Han önskade Estlands befrielse och ett ryskt tillbakadragande till egentliga Ryssland. Helst skulle Sverige, Finland,Estland och Ingermanland bilda ett statsförbund. Efter ett ryskt militärt nederlag skulle den ryska revolutionen bryta ut med hjälp av Lenins bolsjeviker.  I september 1914 tog han kontakt med Romberg, den tyske ministern i Bern och med Lenin i september. 
Åren 1914-1915, informerade han den tyska regeringen om Lenins planer och avsikt att ersätta det ryska imperiet med ett antal nationalstater. Medan tidigare forskning har uttryckt skepsis, visar estnisk forskning att 500 tusen tyska riksmark betalades till Lenin av Tyskland med Kesküla som en kanal. Enligt tyska arkiv fick Kesküla 200-250000 tyska mark , varav en del gick till bolsjevikerna medan annat gick till olika nationalister.  Kesküla agerade indirekt med sitt understöd till Lenin genom en annan estländare - Siefeldt (Zifeldt) som var bolsjevik. Av honom fick han också information om Lenins krets som kunde vidarebefordras till tyskarna. Siefeldts möten med Lenin finns tryckta i tidningen Bakinskij Robotji 1924, där även Kesküla omnämns som en estnisk socialistisk kamrat.
Slutsatsen som dras är dock att Kesküla inte utövade något inflytande på Lenin och att han hade minimal kontakt med Lenin. Dock bidrog han med sina bidrag till att hålla Lenins organisation vid liv 1915-16. Han gjorde även insatser för dem genom tryckning och transport av litteratur. Kesküla gav tyskarna lite av värde då han inte ville ge några betydande summor till bolsjevikerna. När Futrell besökte Kesküla utanför Helsingfors sa han ”Lenin var min skyddsling. Det var jag som lanserade Lenin". 
År 1918 grundade han det estniska byrån i Stockholm för att söka stöd hos ententens stater för Estlands självständighet. Kesküla utsände regelbundna nyhetsbulletiner om estländska förhållanden. Han agerade också i denna ställning, ända tills den officiella estniska delegationen förbjöd honom att göra det. Den estniska delegationen var skeptisk mot Kesküla och ansåg honom vara en tysk agent.
Östersjöregionen var central för Keskülas politiska tankar. Enligt Kesküla hade Estland ursprungligen tillhört den nordiska regionen, men som en följd av den tyska erövringen på 1200-talet hamnat i en främmande centraleuropeisk kultursfär. Keskülas ansåg att Estland borde avskiljas från Ryssland och återställas till sin plats bland de nordiska länderna som blev allt mer enade.